# Amor Towles
Amor Hollingsworth Towles (Boston, Massachusetts, 24 de octubre de 1964) es un novelista y escritor estadounidense. Es mejor conocido por sus novelas Normas de cortesía (2011), Un caballero en Moscú (2016), La autopista Lincoln (2021) y Mesa para dos (2024).

## Biografía

### Infancia y educación
Towles nació y creció en Boston en 1964, hijo de Stokley Porter Towles, banquero de inversiones en Brown Brothers Harriman y filántropo, y Holly Hollingsworth. Sus padres luego se divorciaron. Tiene un hermano, Stokley Jr.; una hermana, Kimbrough; y dos hermanastros. Cuando tenía 10 años, arrojó una botella con un mensaje al Océano Atlántico. Varias semanas después, recibió una carta de Harrison Salisbury, entonces editor en jefe de The New York Times. Towles y Salisbury mantuvieron correspondencia durante muchos años después.
Se graduó en la Universidad Yale y completó estudios de posgrado en Literatura Inglesa en la Universidad Stanford, donde fue becario Scowcroft. La tesis de su maestría titulada Temptations of Pleasure se publicó en The Paris Review en 1989.

### Carrera
Después de graduarse en Yale, iba a enseñar en China con una beca de dos años de la Asociación Yale China. Sin embargo, fue cancelado abruptamente debido a las protestas de la plaza de Tiananmén de 1989. De 1991 a 2012 trabajó como gestor de inversiones y director de investigación en Select Equity Group en Nueva York.
Cuando era joven, le dio crédito a Peter Matthiessen, escritor sobre la naturaleza, novelista y uno de los fundadores de The Paris Review, como la principal inspiración para escribir novelas. Su primera novela, Normas de cortesía (Rules of Civility), tuvo un éxito que superó sus expectativas, fue considerada por The Wall Street Journal como uno de los mejores libros de 2011, su éxito fue tan grande que las ganancias del libro le permitieron retirarse de la banca de inversión y dedicarse a escribir a tiempo completo.
Su segunda novela, Un caballero en Moscú (A Gentleman in Moscow), estuvo en la lista de libros más vendidos del New York Times durante 59 semanas, además el libro fue finalista del Premio Kirkus en 2016. También fue preseleccionado para el Premio Literario Internacional IMPAC de Dublín de 2018. En marzo de 2024 Paramount+ estrenó una adaptación televisiva de la novela, protagonizada por Ewan McGregor.
La tercera novela de Towles, La autopista Lincoln (The Lincoln Highway), se publicó el 5 de octubre de 2021. Fue elegida por Amazon como el mejor libro de 2021. Hasta el 15 de mayo de 2022, había estado en la lista de libros más vendidos de ficción de tapa dura del New York Times durante 30 semanas. En abril de 2024, publicó un libro de seis relatos cortos y una «novella» de ficción titulado Mesa para dos (Table for Two).

## Familia
Towles reside en Gramercy Park, Manhattan, Nueva York, con su esposa Margaret «Maggie» Rosemary Rokous, su hijo Stokley y su hija Esmé.
Además de su faceta como novelista y escritor también es coleccionista de bellas artes y antigüedades.

## Premios y nominaciones
- 2016 - finalista del Premio Kirkus de ficción.[23]
- 2018 - finalista del Premio Literario Internacional IMPAC de Dublín.[24]

## Novelas y otras obras de ficción
- Rules of Civility (en inglés). Nueva York: Viking. 2011. ISBN 978-0-670-02269-4.
- Eve in Hollywood: A Penguin Special (colección de seis relatos cortos interconectados) (en inglés). Penguin. 2013. ISBN 978-1-101-63092-1.
- A Gentleman in Moscow (en inglés). Nueva York: Viking. 2016. ISBN 978-0-670-02619-7.
- You Have Arrived at Your Destination (novella). Forward (en inglés) 4. Amazon Original Stories. 2019.[25]
- The Lincoln Highway (en inglés). Nueva York: Viking. 2021. ISBN 978-0-7352-2235-9.
- Table for Two (en inglés). Viking Press. 2 de abril de 2024. ISBN 978-0-593-29637-0. [26][27][28]